# Gosia Andrzejewicz
Gosia Andrzejewiczova (* 14. ledna 1984, Bytom) je polská popová zpěvačka.
K roku 2011 získala přes třicet hudebních ocenění a za alba Gosia Andrzejewicz Plus a Lustro vydaná v roce 2006 obdržela zlatou desku. K největším hitům patří skladby Pozwól żyć, Słowa a Trochę ciepła. V Polsku prodala přes padesát tisíc nahrávek.

## Diskografie

### Alba
| Rok  | Název                      | Pol | Prodejnost (certifikace) |
| ---- | -------------------------- | --- | ------------------------ |
| 2004 | Gosia Andrzejewicz         | —   | 2 000                    |
| 2006 | Gosia Andrzejewicz Plus    | 14. | 25 000 (zlatá deska)     |
| 2006 | Lustro                     | 17. | 15 000 (zlatá deska)     |
| 2007 | Best of Gosia Andrzejewicz | 25. | 5 000                    |
| 2007 | Zimno? Przytul mnie!       | —   | —                        |
| 2009 | Wojowniczka                | 36. | 5 000                    |

### Singly
| Rok  | Název                            | Album                          |
| ---- | -------------------------------- | ------------------------------ |
| 2004 | Miłość                           | Gosia Andrzejewicz             |
| 2005 | Dangerous Game                   | Gosia Andrzejewicz             |
| 2005 | Pozwól żyć                       | Gosia Andrzejewicz Plus        |
| 2006 | Słowa                            | Gosia Andrzejewicz Plus        |
| 2006 | Trochę ciepła                    | Lustro                         |
| 2007 | Lustro                           | Lustro                         |
| 2007 | Latino                           | Lustro                         |
| 2007 | Siła marzeń                      | The Best of Gosia Andrzejewicz |
| 2007 | Magia świąt                      | Zimno? Przytul mnie!           |
| 2008 | You Can Dance (feat. DJ Remo)    | You Can Dance                  |
| 2008 | Fellin' (feat. DJ Remo)          | You Can Dance                  |
| 2009 | Taste Me All Day (feat. DJ Remo) | My Music - My Pleasure         |
| 2009 | Otwórz oczy                      | Wojowniczka                    |
| 2009 | Zabierz mnie                     | Wojowniczka                    |
| 2010 | Wojowniczka                      | Wojowniczka                    |